# Sensible
|  | Per a altres significats, vegeu «HMS Sensible». |

La sensible és el setè grau d'una escala musical diatònica, sempre que aquest grau es trobi just un semitò per sota de la tònica; dit altrament, l'interval format entre la tònica i la sensible és d'una sèptima major. Si el setè grau no es troba a aquesta distància llavors no s'anomena sensible, sinó subtònica. Segon les normes de l'harmonia i del contrapunt clàssics la sensible ha de resoldre en la tònica, i l'acord de sensible -és a dir, l'acord que es forma sobre la sensible- fa funcions d'acord de dominant.